# ماسیمو ماراتسینا
ماسیمو مارازینا (به ایتالیایی: Massimo Marazzina) بازیکن فوتبال و اهل ایتالیا است که از سال ۲۰۰۲ میلادی عضو تیم ملی فوتبال ایتالیا بوده و در ۳ بازی ملی حضور داشته‌است. او در بازی‌های ملی‌اش گلی به ثمر نرساند.
ماسیمو مارازینا آخرین بازی ملی خود را در سال ۲۰۰۲ میلادی انجام داد.